# João Vieira (Pokerspieler)
João Filipe Martins Vieira (* 27. Juli 1989 auf Madeira) ist ein professioneller portugiesischer Pokerspieler und ehemaliger Basketballspieler.
Vieira ist einer der erfolgreichsten Onlinepoker-Turnierspieler. Live erspielte sich der dreimalige Braceletgewinner der World Series of Poker Preisgelder von mehr als 8 Millionen US-Dollar und ist damit der erfolgreichste portugiesische Pokerspieler.

## Persönliches
Vieira wurde im Alter von 15 Jahren zum jüngsten Profi-Basketballspieler Portugals und spielte anschließend sieben Jahre beim CAB Madeira in der ersten portugiesischen Liga. Er lebt in Funchal.

## Pokerkarriere

### Online
Vieira spielt seit März 2009 Onlinepoker. Er nutzt die Nicknames Naza114 (PokerStars sowie Winamax), bitw1 (partypoker) sowie TheNaza114 (PokerStars.FR) und nutzt bei GGPoker seinen echten Namen. Auch auf weiteren Plattformen wie Full Tilt Poker, 888poker oder Americas Cardroom spielte der Portugiese bzw. hat noch ein aktives Konto. Insgesamt erspielte er sich bis Oktober 2021 mit Online-Turnierpoker Preisgelder von mehr als 26 Millionen US-Dollar, womit er zu diesem Zeitpunkt der erfolgreichste Onlineturnierspieler war. Den Großteil von über 12 Millionen US-Dollar gewann Vieira auf PokerStars. Dort gewann er 2018 ein Turnier der World Championship of Online Poker und sicherte sich 2019 drei weitere Titel, womit er zu den erfolgreichsten Spielern der Turnierserie zählt. Auch bei der Spring Championship of Online Poker gewann der Portugiese in den Jahren 2017, 2019, 2020 und 2021 insgesamt vier Titel. Seit Februar 2018 wird er vom Onlinepokerraum Winamax gesponsert. Im Jahr 2021 stand Vieira zeitweise auf dem zweiten Platz des PokerStake-Rankings, das die erfolgreichsten Onlinepoker-Turnierspieler weltweit listet. Bei der World Series of Poker Online entschied er Ende September 2023 auf GGPoker die GGMillion$ Super High Rollers Championship für sich und wurde mit rund 760.000 US-Dollar sowie seinem dritten Bracelet prämiert.

### Live
Seine erste Geldplatzierung bei einem Live-Turnier erzielte er Ende April 2008 in Estoril. Vieira kam im August 2012 sowohl beim Main Event als auch beim High Roller der European Poker Tour (EPT) in Barcelona in die Geldränge und erhielt Preisgelder von knapp 50.000 Euro. Mitte Januar 2014 belegte er beim High Roller des PokerStars Caribbean Adventures auf den Bahamas den mit knapp 160.000 US-Dollar dotierten achten Platz. Im Dezember 2014 wurde Vieira beim EPT High Roller in Prag Siebter und sicherte sich mehr als 100.000 Euro Preisgeld. Im Juni 2016 war er erstmals bei der World Series of Poker (WSOP) im Rio All-Suite Hotel and Casino am Las Vegas Strip erfolgreich und erreichte bei der Turnierserie insgesamt neunmal die Geldränge. Anfang Mai 2018 belegte der Portugiese beim EPT High Roller in Monte-Carlo den fünften Platz für 208.700 Euro. Im November 2018 erreichte er beim Millions World der partypoker Caribbean Poker Party auf den Bahamas den Finaltisch und beendete das Turnier auf dem mit 250.000 US-Dollar bezahlten neunten Rang. Bei der WSOP 2019 gewann Vieira ein Event der Variante No Limit Hold’em und sicherte sich eine Siegprämie von knapp 760.000 US-Dollar sowie ein Bracelet. Mitte Januar 2020 setzte er sich beim High Roller der partypoker Millions UK in Nottingham durch und erhielt 250.000 US-Dollar. Bei der WSOP 2022, die erstmals im Bally’s Las Vegas und Paris Las Vegas ausgespielt wurde, entschied der Portugiese das letzte High Roller mit einem Buy-in von 50.000 US-Dollar für sich und wurde mit seinem zweiten Bracelet sowie seiner bislang höchsten Auszahlung von über 1,3 Millionen US-Dollar prämiert. Ende Februar 2023 gewann er bei der EPT in Paris ein eintägiges High Roller mit einem Hauptpreis von rund 300.000 Euro. Dies wiederholte Vieira rund zwei Monate später bei der EPT Monte-Carlo und sicherte sich dort rund 315.000 Euro.

### Braceletübersicht
Vieira kam bei der WSOP 139-mal ins Geld und gewann drei Bracelets:
| Jahr   | Buy-in (in $) | Turnier                                                  | Teilnehmer | Preisgeld (in $) |
| ------ | ------------- | -------------------------------------------------------- | ---------- | ---------------- |
| 2019 O | 05.000        | No-Limit Hold’em 6-Handed                                | 815        | 0.758.011        |
| 2022 O | 50.000        | High Roller No-Limit Hold’em                             | 107        | 1.384.413        |
| 2023 O | 25.000        | GGPoker.com – GGMillion$ Super High Rollers Championship | 145        | 0.760.396        |